# Mireasă pentru fiul meu - Sezonul 3
Mireasă pentru fiul meu 3 este al treilea sezon al showl-ulu matrimonial difuzat pe Antena 1, care a avut premiera pe 31 august 2013.  În ziua lansării 15 fete, 11 băieți și 5 mame au intrat în competiție, iar în luna februarie 4 băieți, 2 mame și patru fete au mai intrat în competiție, astfel 41 de concurenți au intrat în competiție, fiind cel mai mare număr de concurenți intrați vreodată. 
Finalul sezonului a avut loc pe data de 30 august 2014. În final 2 băieți și 4 fete au alcătuit tabloul final. Cuplurile care s-au căsătorit au fost Mariana-Grigore și Andrei-Cristina. Câștigătorii acestui sezon au fost Contanstina și Raymond. Deoarece aceștia nu s-au căsătorit, Marele Premiu s-a împărțit în mod egal la finaliști.
Formatul emisiunii a avut parte de schimbări în decursul acestui sezon, la fel și modul de a elimina concurenți. Astfel și băieții neînsoțiți de mame au putut fi votați, fiind o mare premieră. Premiza concursului a rămas aceeași: un grup de persoane care nu se cunosc intră în Casă pentru a-și găsi jumătatea sau pentru a câștiga Marele Premiu.

## Concurenți

### Băieți și fete
Sezonul 3 a debutat cu un număr de 15 fete și 11 băieți, la care s-au mai adăugat 4 băieți și 4 fete. Acesta este cel mai mare număr de concurenși din sezonul acesta.
| Nume                   | Vârstă | Locuință   | Ocupație                  | Clasament          |
| ---------------------- | ------ | ---------- | ------------------------- | ------------------ |
| Alin Urdă              | 26     | Bacău      | Profesor                  | Eliminat           |
| Andrei Rotaru          | 27     | Florența   | Artist tatuaje            | Locul 2            |
| Andreea Mihalache      | 21     | Ploiești   | Secretară                 | Eliminată          |
| Claudia Grigore        | 22     | București  | Studentă                  | Eliminată          |
| Constantina Căldăraru  | 24     | Craiova    | Chelneriță                | Locul 1            |
| Corina Mocanu          | 20     | Bacău      | Studentă                  | Eliminată          |
| Cristina Petre         | 21     | București  | Model                     | Locul 3            |
| Denisa                 | 20     | Pitești    | Chelneriță                | Eliminată          |
| Diana Luca             | 23     | București  | Studentă                  | Eliminată          |
| Edit Mărtinaș          | 23     | Deva       | Casieriță                 | Eliminată          |
| Gabriel "Gabi" Botez   | 26     | București  | Ajutor bucătar            | Eliminat           |
| Gabriel Marin          | 25     | Pitești    | Manager                   | Eliminat           |
| George Mihai           | 22     | Ploiești   | Bucătar                   | Eliminat           |
| Gina Trancă            | 24     | Timișoara  | Economist                 | Eliminată          |
| Grigore Moldovan       | 25     | București  | Dansator                  | Eliminat în Finală |
| Ioana Ghenea           | 26     | Bruxelles  | Contabilă                 | Eliminată          |
| Iuliana "Iulia" Dima   | 22     | București  | Studentă                  | Eliminată          |
| Laurențiu Marius       | 20     | Galați     | Promotor                  | Eliminat           |
| Mariana                | 22     | Buzău      | Casieriță                 | Finalistă          |
| Marianita Cochiorca    | 22     | București  | Studentă                  | Eliminată          |
| Oana Obreja            | 25     | Bacău      | Educatoare                | Locul 2            |
| Ramona Micu            | 28     | Roma       | Fashion Stylist           | Eliminată          |
| Raymond Untu           | 22     | Cristian   | Manager                   | Locul 1            |
| Robert Iosif           | 29     | București  | Barman și chelner         | Descalificat       |
| Sorin Ciosici          | 26     | Timișoara  | Dentist și model masculin | Eliminat           |
| Traian Enea            | 22     | Toledo     | Model masculin            | Descalificat       |
| Viorel                 | 26     | București  | Cameraman                 | Eliminat           |
| Bogdan                 | 22     | Ploiești   |                           | Eliminat           |
| Aurelian               | 32     | Galați     |                           | Eliminat           |
| Laurențiu "Laur" Gâdea | 22     | Călărași   | Student                   | Eliminat în Finală |
| Florina                | 22     | București  |                           | Eliminată          |
| Laura                  | 21     | Vânju Mare | Studentă                  | Eliminată          |
| Georgiana              | 26     | București  | Operator calculatoare     | Eliminată          |
| Silvia                 | 21     | Balotești  | Model feminin             | Eliminată          |

### Mame
În sezonul 3, un număr de 7 mame au intrat în competiție cu fiii acestora. Pentru prima dată în concurs toate mamele au fost eliminate.
| Nume           | Vâsrta | Locuință  | Ocupație   | Fiul acesteia |
| -------------- | ------ | --------- | ---------- | ------------- |
| Daniela Urdă   | 48     | Bacău     | Manager    | Alin          |
| Elena Marin    | 55     | Pitești   | Casnică    | Gabriel       |
| Iuliana Enea   | 45     | Toledo    | Bucătar    | Traian        |
| Maria Dima     | 60     | Galați    | Farmacistă | Laurențiu     |
| Virginia Mosli | 41     | Argeș     | Servitoare | George        |
| Aurica         | 59     | București | Casnică    | Viorel        |
| Fănica         | 62     | Galați    | Casnică    | Aurelian      |